# Noam Pikelny
Noam Pikelny, (Chicago, 1981. február 27. − ) amerikai bendzsós. Kilencszer jelölték Grammy-díjra; 2019-ben elnyerte a legjobb folkalbum kategóriában.

## Pályafutása
Noam Pikelny nyolcévesen kezdett bendzsózni. Először a chicagói Old Town School of Folk Musicon tanult. A középiskolában Greg Cahillnél kezdte a hangszert tanulni (The Special Consensus – chicagói bluegrass együttes).
Pikelny 2002-től a Leftover Salmon zenekar tagja volt, majd a John Cowan Band-ben játszott 2004-től 2006-ig, aztán megalakult a Punch Brothers. A zenekart 2006-ban „The How to Grow a Band”-nek hívták. A 2007-es turnézást követően rövid ideig "Tensions Mountain Boys" voltak, majd Punch Brothers lettek (utalva egy Mark Twain novellájára).
A Punch Brothers 2008. február 26-án kiadta a Punch-ot, az első hivatalos albumukat.  
Chris Thile 2006-ban alapította a Punch Brothers együttest. A Punch Brothers a 21. század elejének egyik legambiciózusabb együttese. Az együttest a tradicionális folkzene és dzsesszes improvizációk könnyed ötvözete jellemzi. Albumaik a Billboard Bluegrass slágerlisták élére kerültek. Élőben Carnegie Hallban debütáltak. Ötödik albumuk, a 2018-as „All Ashore” Grammy-díjas lett.

## Diszkográfia
Szóló
- 2004: In the Maze
- 2011: Beat the Devil and Carry a Rail
- 2013: Noam Pikelny Plays Kenny Baker Plays Bill Monroe
- 2017: Universal Favorite

Leftover Salmon
- 2003: O' Cracker Where Art Thou'
- 2004: Leftover Salmon

Punch Brothers
- 2006: How to Grow a Woman from the Ground
- 2008: Punch
- 2010: Antifogmatic
- 2012: Who's Feeling Young Now?
- 2015: The Phosphorescent Blues
- 2018: All Ashore

## Díjak
- 2019: legjobb folkalbum kategória: „All Ashore” című album
- 2010: Steve Martin-díj